# Зелена гілка травня
«Зелена гілка травня» — радянський художній телефільм 1961 року, знятий режисером Родіоном Єфименком на студії «Укртелефільм».

## Сюжет
Кіноповість про долю дівчини, чиє дитинство та юність проходили у роки революції та становлення Радянської влади. Героїня — дівчина хорошого роду, її виховує тітка, що викупила келію при монастирі. До тітки вона потрапляє ще до Першої світової війни; разом вони переживають смутні революційні роки. Після закінчення школи героїні пропонують поїхати до села вчителькою, потім вона потрапляє на курси підвищення кваліфікації. Наприкінці фільму вона закохується.

## У ролях
- Ірина Терещенко — головна роль
- Поліна Нятко — головна роль
- Віктор Халатов — другорядна роль
- Микола Панасьєв — другорядна роль
- Олександр Хвиля — другорядна роль

## Знімальна група
- Режисер — Родіон Єфименко